# 韋斯特蒙特 (新澤西州)
韋斯特蒙特（英語：Westmont）是位於美國新澤西州康登縣的普查規定居民點。

## 人口
根據2020年美國人口普查的數據，韋斯特蒙特的面積為5.96平方千米，當中陸地面積為5.76平方千米，而水域面積為0.19平方千米。當地共有人口13726人，而人口密度為每平方千米2,303.02人。